# István Gyuricza
István Gyuricza (* 21. Oktober 1913 in Nyitra, Königreich Ungarn; † 1998) war ein ungarischer Weitspringer.

## Leben
István Gyuricza war der Sohn des Maurers Sándor Gyuricza und seiner Frau Erzsébet Pollágh. Er war Schüler
des katholischen Fráter-György-Gymnasiums in Miskolc, an dem er 1931 sein Abitur machte. Danach besuchte er die Rechtsakademie in Miskolc und machte dort einen Abschluss in den Bereichen Buchhaltung und Materialwirtschaft. Er arbeitete unter anderem von 1939 bis 1949 als Rechnungsprüfer im Verkehrsministerium und von 1953 bis 1974 als Ökonom bei der Busverkehrsgesellschaft Volán in Budapest.
1938 wurde er Vierter bei den Leichtathletik-Europameisterschaften in Paris, und 1939 gewann er Silber bei den Studenten-Weltspielen. Seine persönliche Bestleistung von 7,51 m stellte er am 12. August 1939 bei den ungarischen Leichtathletikmeisterschaften in Budapest auf.

### Erfolge im Weitsprung
| Jahr | Weite  | Platzierung | Wettbewerb                               |
| 1937 | 6,96 m | Platz 2     | ungarische Leichtathletikmeisterschaften |
| 1938 | 7,39 m | Platz 1     | ungarische Leichtathletikmeisterschaften |
|      | 7,27 m | Platz 4     | Leichtathletik-Europameisterschaften     |
| 1939 | 7,51 m | Platz 1     | ungarische Leichtathletikmeisterschaften |
| 1940 | 7,10 m | Platz 2     | ungarische Leichtathletikmeisterschaften |
| 1942 | 6,98 m | Platz 3     | ungarische Leichtathletikmeisterschaften |
| 1943 | 7,15 m | Platz 2     | ungarische Leichtathletikmeisterschaften |
| 1945 | 6,37 m | Platz 2     | ungarische Leichtathletikmeisterschaften |